# Асрян, Арусь Арутюновна
Арусь Арутюновна (Артемьевна) Асрян (арм. Արուս Ասրյան; 1904, Тифлис — 1987, Ереван) — армянская, советская актриса. Народная артистка СССР (1972).

## Биография
Родилась 26 ноября (9 декабря) 1904 в Тифлисе (ныне — Тбилиси, Грузия) (по другим источникам — в селе Вардаблур, Борчалинский уезд, Тифлисская губерния, ныне в Лорийской области, Армения).
Училась в селе Санаин. Отец актрисы работал в шахтах Алаверди. В связи с очень трудной жизнью, семья переехала в Тифлис.
В 1918 году дебютировала в роли Ануш («Ануш» А. Т. Тиграняна) в Тифлисском театре оперетты.
С 1923 года — в Тифлисском армянском драматическом театре.
С 1929 года — в Ленинаканском драматическом театре им. А. Мравяна (ныне Гюмрийский драматический театр им. Вардана Аджемяна).
С 1940 года — в Театре имени Г. Сундукяна (Ереван).
Умерла 28 июня 1987 года в Ереване. Похоронена в пантеоне парка им. Комитаса.

### Семья
- Муж — Вартан Мкртичевич Аджемян (1905—1977), актёр, театральный режиссёр. Народный артист СССР (1965)
- Сын — Александр Варданович Аджемян (1925—1987), композитор. Народный артист Армянской ССР (1984).

## Звания и награды
- Народная артистка Армянской ССР (1950)[3][4]
- Народная артистка СССР (1972)
- Два ордена Трудового Красного Знамени (1956, 1971)
- Орден Дружбы народов (1984)
- Медали.

## Творчество

### Ленинаканский драматический театр им. А. Мравяна
- «Высокочтимые попрошайки» А. О. Пароняна — Шогакат
- «Хозяйка гостиницы» К. Гольдони — Мирандолина.

### Театр имени Сундукяна
- «Намус» А. М. Ширванзаде — Сусан
- «Дядя Багдасар» А. О. Пароняна — Ануш
- «Утёс» В. Папазяна — Тереза
- «Молодая гвардия» по А. А. Фадееву — Любовь Шевцова
- «Птицы нашей молодости» И. П. Друцэ — Руцэ
- «Замок Броуди» А. Кронин — Маргарет
- «Коварство и любовь» Ф. Шиллера — Луиза
- «Гамлет» У. Шекспира — Офелия
- «Собака на сене» Л. де Веги — Диана
- «Женитьба Фигаро» П. Бомарше — Сюзанна
- «Таня» А. Н. Арбузова — Таня
- «Русские люди» К. М. Симонова — Валя
- «Русский вопрос» К. М. Симонова — Джесси
- «Весенний дождь» Г. А. Тер-Григоряна — Елена
- «Да, мир перевернулся» А. П. Папаяна — Нубар
- «В горах мое сердце» У. Сарояна — бабушка.

### Фильмография
- 1940 — Храбрый Назар (короткометражный) — Устиан
- 1943 — Давид Бек — Зейнаб
- 1954 — Смотрины (короткометражный) — Ашхен
- 1954 — Тайна горного озера — Сона
- 1969 — Фотография (короткометражный) — Арусь
- 1975 — В горах моё сердце — бабушка

## Память

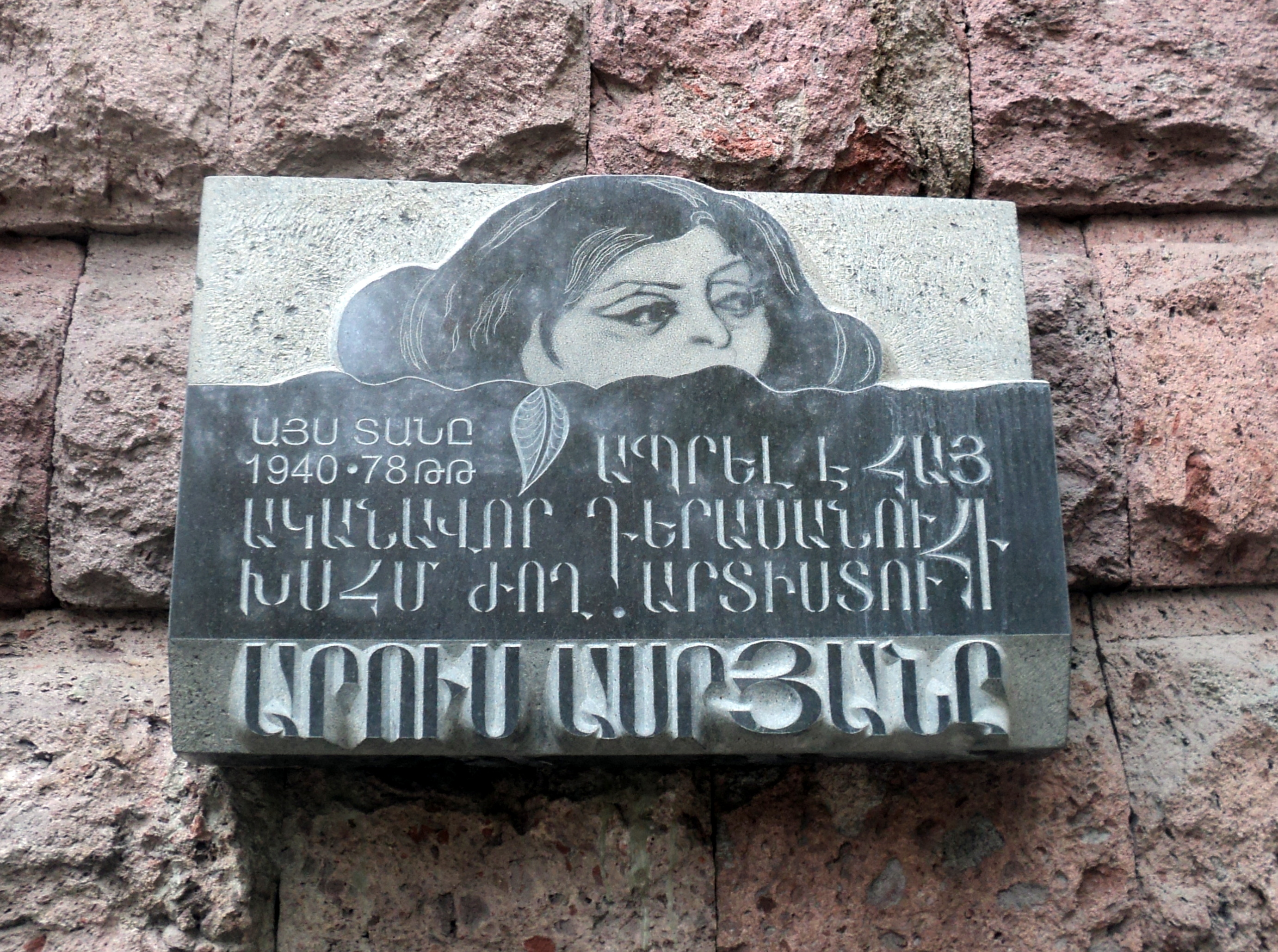
Мемориальная доска в Ереване, Просп. Маштоца, 45

В 2010 году национальная театральная премия «Артавазд» была посвящена 105-летию Арусь Асрян